# Aperol

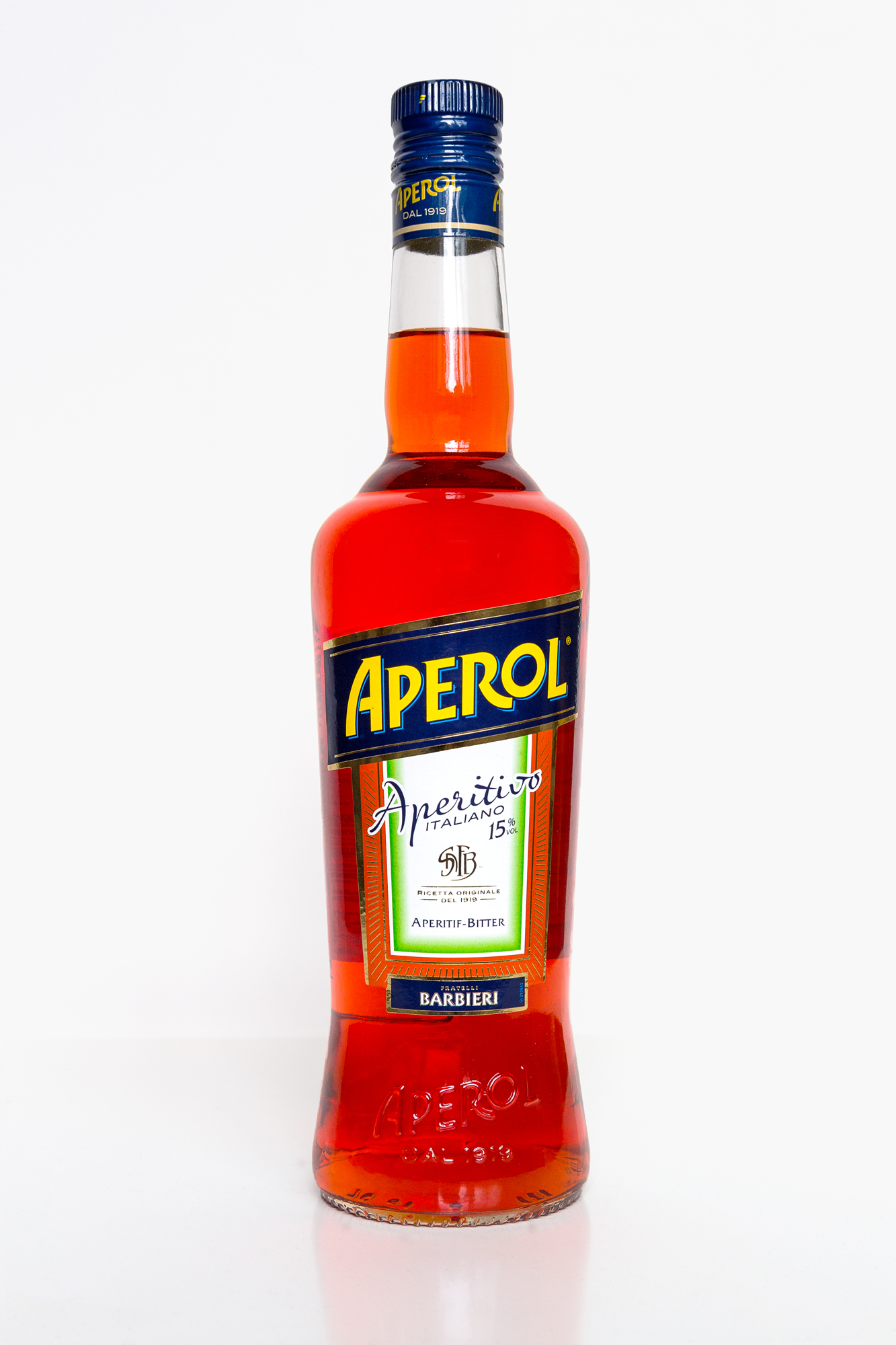
Aperol

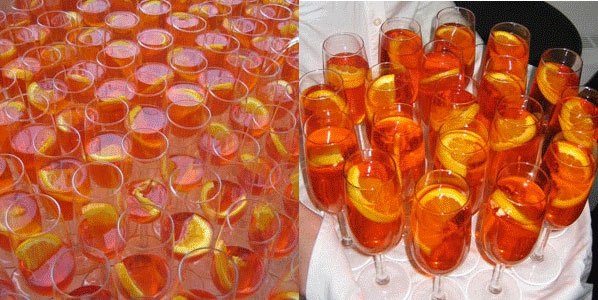
Aperol Spritz

Aperol är en italiensk aperitif. Den skapades 1919 av företaget Fratelli Barbieri, eller "Bröderna Barbieri", som ligger i Padua och lanserades på den internationella handelsmässan i samma stad det året. Huvudingredienserna är pomerans, gentianarot, rabarber och kinin, men receptet är hemligt och drycken har en klar och orange färg.
Aperol togs fram och marknadsfördes som en alkoholsvagare och mer bitter aperitif än de befintliga. Aperol innehåller 11 volymprocent alkohol vilket är något mindre än hälften än till exempel Campari.
I Tyskland introducerades den med en högre alkoholstyrka på 15 volymprocent för att undvika att betala returglasavgift eftersom produkter med högre alkoholhalt är undantagna denna.
Sedan 2003 är det Camparigruppen som har rättigheterna till Aperol och står för produktionen.
Aperol är också huvudingrediensen i Aperol Spritz, som lanserades 1950. Det ursprungliga receptet på Aperol Spritz var i förhållandet 3-2-1 med tre delar Prosecco, två delar Aperol och en del sodavatten.  Nu har det blivit vanligare med recept på lika delar Prosecco och Aperol, en skvätt soda och mycket is.
Aperol Spritz är en av världens populäraste drinkar.